# Hibernia Basketball
L'Hibernia Basketball è una società cestistica irlandese, creata dalla Federazione cestistica dell'Irlanda per partecipare alle competizioni europee organizzate dalla FIBA.
Possono partecipare a questa squadra i giocatori della Premier League. Le partite casalinghe saranno giocate alla National Basketball Arena di Tallaght (South Dublin).
Ha partecipato alla FIBA Europe Cup 2015-16 ed è stata eliminata nella Conference 1 arrivando ultima nel gruppo F con Bakken Bears,CEZ Nymburk e Sentjur.

## Rosa 2015-2016
Rosa e numerazione, tratte dal sito ufficiale della Federazione cestistica dell'Irlanda, sono aggiornate all'8 ottobre 2015.
|  | Naz.                   | Ruolo | Sportivo          | Anno | Alt. | Peso | Note                  |
|  | ---------------------- | ----- | ----------------- | ---- | ---- | ---- | --------------------- |
|  | Irlanda (bandiera)     | P     | Kyle Hosford      | 1989 | 175  |      | UCC Demons            |
|  | Irlanda (bandiera)     | G     | Roy Downey        |      | 191  |      | UCC Demons            |
|  | Irlanda (bandiera)     | G     | Dylan Cunningham  | 1991 | 195  |      | Moycullen Basketball  |
|  | Irlanda (bandiera)     | G     | Adrian O'Sullivan | 1993 | 180  |      | UCC Demons            |
|  | Irlanda (bandiera)     | G     | Ciaran O'Sullivan | 1990 | 193  |      | UCC Demons            |
|  | Irlanda (bandiera)     | GA    | Kevin Lacey       | 1989 | 192  |      | Swords Thunder        |
|  | Grenada (bandiera)     | A     | Michael Bonaparte | 1982 | 196  |      | Templeogue Basketball |
|  | Irlanda (bandiera)     | A     | Keelan Cairns     |      | 208  | 95   | Belfast Star          |
|  | Irlanda (bandiera)     | A     | Conor Grace       | 1982 | 210  | 98   | Templeogue Basketball |
|  | Irlanda (bandiera)     | A     | Patrick Lyons     | 1995 | 187  |      | Moycullen Basketball  |
|  | Irlanda (bandiera)     | A     | Colin O'Reilly    | 1984 | 200  |      | UCC Demons            |
|  | Irlanda (bandiera)     | A     | Luke Thompson     | 1994 | 190  |      | Éanna Basketball      |
|  | Stati Uniti (bandiera) | AC    | Lehmon Colbert    | 1988 | 198  | 93   | UCC Demons            |
|  | Irlanda (bandiera)     | C     | Jason Killeen     | 1985 | 211  | 113  | Templeogue Basketball |
|  | Irlanda (bandiera)     | C     | Ronan O'Sullivan  | 1993 | 190  |      | Moycullen Basketball  |
|  | Lettonia (bandiera)    | C     | Martins Provizors | 1987 | 202  |      | DCU Saints            |